# Diego Giovanni Ravelli

Wappen von Diego Giovanni Ravelli

Diego Giovanni Ravelli (* 1. November 1965 in Lazzate) ist ein italienischer römisch-katholischer Geistlicher, Zeremonienmeister für die Liturgischen Feiern des Papstes und Kurienerzbischof.

## Leben
Diego Giovanni Ravelli studierte Philosophie und Katholische Theologie am Priesterseminar in Como. Am 15. Juni 1991 empfing er als Mitglied der Priestervereinigung Sacerdoti di Gesù Crocifisso im Dom zu Como durch den Bischof von Como, Alessandro Maggiolini, das Sakrament der Priesterweihe für das Bistum Como.
Am 25. September 1998 wurde er in den Klerus des Bistums Velletri-Segni inkardiniert. Im selben Jahr wurde er Mitarbeiter der Apostolischen Almosenverwaltung. Daneben erwarb er 2000 an der Päpstlichen Universität der Salesianer in Rom ein Diplom im Fach Pädagogik. Am 2. Juni 2003 verlieh ihm Papst Johannes Paul II. den Ehrentitel Päpstlicher Ehrenkaplan. Nachdem Ravelli bereits einige Zeit zusätzlich als Hilfszeremoniar im Amt für die Liturgischen Feiern des Papstes tätig gewesen war, berief ihn Papst Benedikt XVI. am 25. Februar 2006 zum päpstlichen Zeremoniar. 2010 wurde er am Päpstlichen Athenaeum Sant’Anselmo bei Silvano Maggiani OSM mit einer Arbeit über das Hochfest Kathedra Petri in der Geschichte und im Messformular der päpstlichen Basilika im Vatikan im Fach Liturgiewissenschaft promoviert. Papst Franziskus bestellte ihn am 12. Oktober 2013 zudem zum Büroleiter in der Apostolischen Almosenverwaltung. Darüber hinaus wirkte Ravelli als Kaplan an einem Spiritualitätszentrum und in einer Pfarrei in Rom. 2018 verlieh ihm die Stadt Lazzate den Pila d’oro.
Am 11. Oktober 2021 ernannte ihn Papst Franziskus zum Zeremonienmeister für die Liturgischen Feiern des Papstes und zum Verantwortlichen für den Päpstlichen Chor der Sixtinischen Kapelle. Ravelli wurde am 11. Juni 2022 zum Konsultor des Dikasteriums für den Gottesdienst und die Sakramentenordnung berufen. Am 21. April 2023 ernannte ihn Papst Franziskus zudem zum Titularerzbischof von Recanati. Kardinalstaatssekretär Pietro Parolin spendete ihm am 3. Juni desselben Jahres im Petersdom in Anwesenheit von Papst Franziskus die Bischofsweihe. Mitkonsekratoren waren Papst Franziskus, der Präfekt des Dikasteriums für den Dienst der Nächstenliebe, Konrad Kardinal Krajewski, und Guido Marini, Bischof von Tortona und Ravellis Vorgänger im Amt des päpstlichen Zeremonienmeisters.
Am 27. Juni 2023 ernannte ihn der Papst zusätzlich zum päpstlichen Delegaten für die Basilika des Heiligen Antonius in Padua. Am 11. Januar 2025 berief ihn der Papst zudem zum Mitglied des Dikasteriums für den Gottesdienst und die Sakramentenordnung.
Am 20. April 2025, dem Ostersonntag verlas Ravelli von der Benediktionsloggia des Petersdoms stellvertretend für den durch Krankheit geschwächten Papst Franziskus am Tag vor dessen Tod dessen Osterbotschaft vor dem von Franziskus gespendeten Segen Urbi et orbi. Bei der Zeremonie der Schließung des Sarges von Papst Franziskus am 25. April 2025 bedeckte er das Gesicht von Franziskus mit einem weißen Schleier aus Seide und legte ein verschlossenes Metallrohr mit einer Urkunde (Rogitum) und Münzen und Medaillen, die während Franziskus’ Amtszeit geprägt wurden, in den inneren Sarg aus Zink, bevor dieser verlötet wurde. Danach wurde der äußere Deckel aus Holz angebracht.

## Schriften
- „Dicit Dominus Simoni Petro: Ego rogavi pro te, tu confirma fratres tuos“. La solennità della Cattedra di san Pietro nella storia e nel formulario della Messa della Basilica Papale Vaticana. Pontificio Ateneo S. Anselmo, Rom 2010, OCLC 1203481551.
- La solennità della Cattedra di San Pietro nella Basilica Vaticana. Storia e formulario della messa (= Bibliotheca ephemerides liturgicae. Subsidia). C.L.V.-Edizioni liturgiche, Rom 2012, ISBN 978-88-7367-164-0.
- La Domus Ecclesiae. I luoghi della celebrazione. San Paolo, Cinisello Balsamo 2022, ISBN 978-88-922294-5-7.